# Roniel Iglesias
Roniel Iglesias (ur. 14 sierpnia 1988 w Pinar del Río) – kubański bokser występujący w wadze półśredniej, dwukrotny złoty i brązowy medalista igrzysk olimpijskich, mistrz i wicemistrz świata, trzykrotny medalista igrzysk panamerykańskich i igrzysk Ameryki Środkowej i Karaibów, wielokrotny złoty medalista mistrzostw panamerykańskich.

## Kariera
Boks zaczął trenować w 2000 roku.
Pierwsze sukcesy zaczął odnosić już w czasie kariery juniorskiej. W wieku 16 lat, w roku 2005, zdobył seniorskie mistrzostwo Kuby a rok później został w Agadirze mistrzem świata juniorów w wadze lekkiej.
W roku 2008 zakwalifikował się do igrzysk olimpijskich w Pekinie. Pokonał kolejno Mahamana Smailę z Kamerunu, Drissa Moussaida z Maroka oraz Giennadija Kowalowa z Rosji. Przegrał w półfinale z Tajlandczykiem Manusem Boonjumnongiem i zdobył brązowy medal.
W 2009 roku na mistrzostwach świata w Mediolanie pokonał kolejno Brica Bussolę z Burkina Faso, Madadiego Nagzibekowa z Tadżykistanu oraz Anglika Scotta Cardle. W półfinale wygrał z Uranczimegijnem Mönch-Erdenem, a w finale okazał się lepszy od Amerykanina Frankiego Gómeza i zdobył złoty medal w wadze lekkopółśredniej.
Dwa lata później reprezentował Kubę na mistrzostwach świata w Baku. Przegrał niespodziewanie już w pierwszej walce z późniejszym srebrnym medalistą Denysem Berinczykiem z Ukrainy.
Po trzech tygodniach wystąpił na igrzyskach panamerykańskich w Gudalajarze, gdzie zdobył złoty medal. Kolejno pokonał Juana Pablo Romero z Meksyku, José Virulę Lópeza z Gwatemali, mistrza świata z Baku Brazylijczyka Évertona Lopesa i w finale Valentino Knowlesa z Bahamów.
W maju 2012 roku w Rio de Janeiro uzyskał kwalifikację do igrzysk olimpijskich w Londynie. Na igrzyskach pokonał kolejno Césara Villarragę z Kolumbii, ponownie Évertona Lopesa i w ćwierćfinale Uktamjona Rahmonova z Uzbekistanu. W półfinale wygrał z Włochem Vincenzo Mangiacapre, a w finale zwyciężył Denysa Berinczyka, rewanżując się za porażkę z Baku, i został mistrzem olimpijskim.
Dwa lata później podczas igrzyska Ameryki Środkowej i Karaibów w Veracruz wygrał zawody w wadze półśredniej, pokonując w finale Carla Heilda z Bahamów.
W 2015 roku na lipcowych igrzyskach panamerykańskich w Toronto zdobył srebrny medal. W finałowej walce przegrał niejednogłośnie z Wenezuelczykiem Gabrielem Maestrem. W sierpniu wywalczył również złoto na mistrzostwach panamerykańskich rozegranych w Vargas, wygrywając decydujący pojedynek z Argentyńczykiem Alberto Palmettą. W październiku tego samego roku wystąpił na mistrzostwach świata w Dosze, lecz po pokonaniu Ukraińca Jarosława Samofałowa przegrał w ćwierćfinale nieznaczenie z Azerem Pərvizem Bağırovem.
Następnego roku wziął w igrzyskach olimpijskich w Rio de Janeiro. W pierwszej walce pokonał Władimira Margarjana, lecz w ćwierćfinale uległ Uzbekowi Shahramowi Gʻiyosovowi.
W 2017 roku obronił tytuł mistrza panamerykańskiego w wadze półśredniej w Tegucigalpie, wygrywając w finale z Shahramem Gʻiyosovem. Na mistrzostwach świata w Hamburgu zdobył srebrny medal, przegrywając z Shahramem Gʻiyosovem.
Rok później ponownie zdobył złoty medal na igrzyskach Ameryki Środkowej i Karaibów, pokonując Portorykańczyka Bryana Polaco. W 2019 roku wywalczył złoto w kategorii półśredniej podczas igrzysk panamerykańskich rozegranych w Limie. W decydującej walce wygrał z Dominikańczykiem Rohanem Polanco.
Uczestniczył w letnich igrzyskach olimpijskich w Tokio, na których wywalczył złoty medal po wygraniu wynikiem 5:0 finałowego pojedynku z Brytyjczykiem Patem McCormackiem.